# Malin Johnsen Brenn
Malin Johnsen Brenn (13 marzo 1999) è una calciatrice norvegese, difensore del Linköping.

## Carriera

### Club
Brenn inizia la carriera nel Ullensaker/Kisa, club della città di Jessheim, con il quale rimane fino all'età di 14 anni giocando nelle sue formazioni giovanili miste.
Nel 2014 si trasferisce al LSK Kvinner, rimanendo legata al club di Lillestrøm per otto stagioni e mezza. Inizialmente in rosa con le formazioni giovanili, dalla stagione 2016 viene aggregata alla prima squadra dove sotto la guida tecnica di Monica Knudsen fa il suo debutto in Toppserien, il massimo livello del campionato norvegese di categoria, il 2 aprile, alla 2ª giornata di campionato, rilevando a tempo quasi scaduto Sherida Spitse nella vittorie interna per 2-0 con il Røa Prima del termine del campionato Knudsen la impiega in altre 5 occasioni, stagione conclusa con il primo dei suoi trofei, il double campionato-Coppa.

### Nazionale
Brenn inizia ad essere convocata dalla Federcalcio norvegese (NFF) dal 2014, iniziando a indossare la maglia della formazione Under-15, passando alla Under-16 l'anno seguente, squadra con la quale tra maggio e ottobre 2008 marca 12 presenze.

## Statistiche

### Presenze e reti nei club
Statistiche aggiornate al 27 maggio 2023.
| Stagione           | Squadra            | Campionato         | Campionato | Campionato | Coppe nazionali | Coppe nazionali | Coppe nazionali | Coppe continentali | Coppe continentali | Coppe continentali | Altre coppe | Altre coppe | Altre coppe | Totale | Totale |
| Stagione           | Squadra            | Comp               | Pres       | Reti       | Comp            | Pres            | Reti            | Comp               | Pres               | Reti               | Comp        | Pres        | Reti        | Pres   | Reti   |
| ------------------ | ------------------ | ------------------ | ---------- | ---------- | --------------- | --------------- | --------------- | ------------------ | ------------------ | ------------------ | ----------- | ----------- | ----------- | ------ | ------ |
| 2016               | LSK Kvinner        | TS                 | 6          | 0          | CN              | ?               | ?               | UWCL               | 0                  | 0                  |             | -           | -           | 6+     | 0+     |
| 2017               | LSK Kvinner        | TS                 | 19         | 0          | CN              | ?               | ?               | UWCL               | 4                  | 0                  |             | -           | -           | 23+    | 0+     |
| 2018               | LSK Kvinner        | TS                 | 9          | 1          | CN              | ?               | ?               | UWCL               | -                  | -                  |             | -           | -           | 9+     | 1+     |
| 2019               | LSK Kvinner        | TS                 | 10         | 0          | CN              | ?               | ?               | UWCL               | 1                  | 0                  |             | -           | -           | 11+    | 0+     |
| 2020               | LSK Kvinner        | TS                 | 8          | 0          | CN              | ?               | ?               | UWCL               | 4                  | 0                  |             | -           | -           | 12+    | 0+     |
| 2021               | LSK Kvinner        | TS                 | 16         | 0          | CN              | ?               | ?               |                    | -                  | -                  |             | -           | -           | 16+    | 0+     |
| 2022               | LSK Kvinner        | TS                 | 12         | 1          | CN              | ?               | ?               |                    | -                  | -                  |             | -           | -           | 12+    | 1+     |
| Totale LSK Kvinner | Totale LSK Kvinner | Totale LSK Kvinner | 80         | 2          |                 | ?               | ?               |                    | 9                  | 0                  |             | -           | -           | 89+    | 2+     |
| 2022-2023          | Como               | A                  | 18         | 0          | CI              | 1               | 0               |                    | -                  | -                  |             | -           | -           | 19     | 0      |
| Totale carriera    | Totale carriera    | Totale carriera    | 98         | 2          |                 | 1+              | 0+              |                    | 9                  | 0                  |             | -           | -           | 108+   | 2+     |

## Palmarès

### Club
- Campionato norvegese: 4

LSK Kvinner: 2016, 2017, 2018, 2019
- Coppa di Norvegia: 3

LSK Kvinner: 2016, 2018, 2019